# Kagero: Deception II
Kagero: Deception II, in Giappone Kagerō: Kokumeikan shinshō (影牢 ～刻命館真章～?), è un videogioco strategico sviluppato e pubblicato dalla Tecmo nel 1998 per PlayStation. Rappresenta il secondo videogioco della serie Deception.
Questo videogioco introduce nuovi elementi alla serie che diventeranno caratteristici dei videogiochi successivi, come la prospettiva in terza persona, il carattere più strategico del gameplay e una protagonista femminile.

## Trama
Kagero: Deception II è incentrato sui Timenoids, una razza immortale dall'apparenza umana in guerra gli uomini. La protagonista è Millennia, una giovane ragazza che si trova al centro del conflitto.

## Modalità di gioco
Il gameplay utilizza lo stesso sistema di Devil's Deception con alcune miglioramenti. Il numero delle trappole disponibili, divise da muro, da soffitto e da pavimento, oltrepassa i cinquanta e tutte quante possono essere migliorate: in particolare vengono implementate dalle trappole che possono spostare i malcapitati da una parte all'altra della stanza, dando la possibilità di farlo finire su un'altra trappola, creare un sistema di combo. D'altra parte, il processo di creazione delle trappole rimane più o meno lo stesso, anche se in questo titolo sono presenti più castelli, ognuno con una planimetria unica.
Le stanze delle trappole hanno una struttura meno rigida rispetto al predecessore, non più schematicamente rettangolari ma di diverse forme, compresi elementi verticali come scivoli e scale. Alcune stanze hanno delle trappole già presenti, però manca la personalizzazione di Devil's Deception che permetteva l'aggiunta di nuove stanze al castello. Inoltre la prospettiva in prima persona viene abbandonata per quella in terza persona, che verrà utilizzata per tutti gli altri videogiochi della serie.
Al giocatore viene dato nuovamente controllo della storia e soprattutto della moralità della protagonista, dando la possibilità di sviluppare Millennia come una persona compassionevole oppure sadica, implementando inoltre un sistema di finali sbloccabili in base alla svolta presa nel gioco. I visitatori dei castelli spaziano da semplici abitanti dei dintorni, che tendono a scappare una volta attivate le trappole, a soldati specializzati che continuano la loro missione. Dei punti vengono guadagni alla fine di ogni stanza che possono essere spesi per migliorare le trappole, in base alla completezza e al numero di combo.

## Personaggi
Millennia (ミレニア?, Mirenia)
La protagonista del gioco, una giovane ragazza umana.
Vocal (ヨカル?, Yokaru)
La madre adottiva di Millennia, una Timenoid.
King Eclypse (エクリプス?,  Ekuripusu)
Il capo di Vocal, un misterioso Timenoid.
Daar
La prima vittima di Millennia.
Keith (キース?, Kīsu)
Un soldato della fazione umana.
Deadmoon (デッドムーン?, Deddomūn)
Un sacerdote che dà ordini a Keith.

## Sviluppo
Degli elementi del gioco sono stati inseriti in altri titoli della Tecmo: il vestito di Millennia è disponibile come costume per Ayane in Dead or Alive 2 e nel remake Dead or Alive 2 Ultimate e anche per Mayu di Project Zero II: Crimson Butterfly. Inoltre, uno dei mostri di Monster Rancher è disponibile in Kagero: Deception II come elemento sbloccabile.

## Accoglienza
Kagero: Deception II è stato valutato 8.5/10 da IGN, notando che anche se non rappresenta uno dei titoli migliori per PlayStation dal punto di vista tecnico, offre una boccata d'aria nuova grazie alla scelta di giocare dal punto di vista dell'antieroe e al sistema strategico del posizionamento delle trappole. Ha ricevuto da GameSpot una valutazione di 8.1/10.